# Konstantin Pamfiłow
Konstantin Dmitrijewicz Pamfiłow (ros. Константи́н Дми́триевич Памфи́лов, ur. 25 maja?/7 czerwca 1901 we wsi Mamonowo w guberni smoleńskiej, zm. 2 maja 1943 w Moskwie) – radziecki polityk.

## Życiorys
Od 1918 członek RKP(b), służył w oddziałach specjalnego przeznaczenia, był członkiem komitetu wykonawczego rady powiatowej w guberni smoleńskiej, w marcu 1921 brał udział w likwidacji powstania w Kronsztadzie, później był słuchaczem fakultetu robotniczego przy Uniwersytecie Smoleńskim, a w latach 1924-1927 studiował na Wydziale Prawa Sowieckiego Moskiewskiego Uniwersytetu Państwowego. Od 1927 w Moskiewskiej Radzie Miejskiej, później do 1937 był zarządcą trustu, 1937-1938 szef Głównego Zarządu Gospodarki Mieszkaniowej Ludowego Komisariatu Gospodarki Komunalnej RFSRR, od 19 maja 1938 do 6 września 1940 ludowy komisarz gospodarki komunalnej RFSRR. Od 6 września 1940 do śmierci zastępca przewodniczącego Rady Komisarzy Ludowych RFSRR, od 26 września do 25 grudnia 1941 zastępca przewodniczącego Rady ds. Ewakuacji przy Radzie Komisarzy Ludowych ZSRR, od 26 września 1941 szef Zarządu ds. Ewakuacji Ludności do Wschodnich Rejonów Kraju, od 5 maja 1942 do śmierci p.o. przewodniczącego Rady Komisarzy Ludowych RFSRR.
Jego prochy złożono przy Murze Kremlowskim.